# LMule
LMule (signifiant Linux Mule) est un logiciel de partage de fichiers en P2P, et portage d'eMule sur GNU/Linux. C'est un logiciel libre distribué selon les termes de la licence GNU GPL.
L'équipe de développement a grandi durant la courte durée de la vie du projet, mais en juin 2003, du fait de différences entre les développeurs et le détournement du site Web par un collaborateur, le fork xMule est née, où le "x" initial était censé signifier les objectifs de compatibilité multiplate-forme du projet (cette signification a été beaucoup plus longtemps ensuite été changée par le mainteneur de xMule en "X11 mule"). Timo Kujala et les autres développeurs de lMule ne faisant pas partie du projet xMule ont abandonné tout développement après cet évènement. Les développeurs sont tombés en désaccord à nouveau, engendrant la fourche aMule, signifiant "un autre Mule" à l'époque où il a été commencé, changé ensuite en "la Mule toutes-plates-formes" après quelque temps.
Tandis que le projet lMule a été complètement abandonné, xMule a été abandonné en 2006, et le projet aMule a continué jusqu'en 2011.